# Oliveto (isola Lunga)
Oliveto, Maslinovaz o Mazlinovaz (in croato Maslinovac) è un isolotto della Dalmazia settentrionale, in Croazia, che fa parte dell'arcipelago zaratino. Si trova nel mar Adriatico centrale, affiancato alla costa orientale dell'Isola Lunga. Amministrativamente appartiene al comune di Sale, nella regione zaratina.

## Geografia
L'isolotto, di forma arrotondata, occupa una superficie di 0,025 km², ha uno sviluppo costiero di 568 m e un'altezza di 24 m metri sul livello del mare. Si trova a sud-est di Rava tra il canale di Rava (Ravski kanal) e il canale di Eso (Iški kanal) e dista circa 650 m da capo Fine di Rava (Konac Rave). È situato inoltre a nord di Santo Stefano, alla distanza minima di 470 m, mentre dista 1,3 km da punta Santo Stefano (rt Gubac) il promontorio che chiude a est il porto di Santo Stefano (Luka). Oliveto è segnalato da un piccolo faro.

### Isole adiacenti
- Scoglio Rava piccola[5][6][15] o scoglio Ravizza[7] (hrid Ravca), a nord, a circa 420 m[2], vicino a capo Fine di Rava; ha un'area di 1585 m²[8] 44°00′24″N 15°05′20″E.
- Santo Stefano (Luški otok), a sud.

### Cartografia
- (HR) Mappa topografica della Croazia 1:25000, su preglednik.arkod.hr. URL consultato il 19 ottobre 2017.
- G. Giani, Carta prospettiva delle Comuni censuarie della Dalmazia, foglio 2, 1839. Fondo Miscellanea cartografica catastale, Archivio di Stato di Trieste.
- Carta di cabottaggio del mare Adriatico, foglio VII, Milano, Istituto geografico militare, 1822-1824. URL consultato il 2 agosto 2020 (archiviato dall'url originale il 13 aprile 2013).